# Unió Musical Da Capo
Unió Musical Da Capo és una sèrie de Televisió Valenciana co-produïda per Albena Teatre i Conta Conta Produccions. Rodada al polígon industrial L'Oliveral de Riba-roja de Túria, l'argument de la sèrie gira al voltant del món bandístic musical valencià, mostrant situacions molt comunes en aquest tipus d'organitzacions culturals tan arrelades al País Valencià.
La banda sonora de la sèrie ha estat creada per compositor valencià Arnau Bataller i interpretada per la Societat Musical d'Alzira. Els seus exteriors són gravats majoritàriament a Bunyol, però també s'han gravat a Alzira i Algemesí. La trama s'ambienta en un poble de ficció (Benitaulell) de l'entorn rural valencià.
La segona temporada, s'afegí Lolita Flores al repartiment.

## Sinopsi
Joan, un jove músic de jazz instal·lat a Londres, decidix tornar al seu poble natal, quan rep la notícia de la greu malaltia de Vicent, son pare. Ho fa 10 anys després que tots dos discutiren acaloradament.
Quan arriba, Joan descobrix el deteriorament tant de la salut de son pare, com d'allò que li donava la vida: la banda de la Unió Musical de Benitaulell, de la que n'és el director i que està a punt de desaparèixer.
Joan decidirà quedar-se una temporada en el poble per intentar fer les paus amb son pare i per a posar de nou la banda en funcionament.

## Repartiment
- Joan: Sergio Caballero
- Vicent: Juli Mira
- Clara: Nazaret Aracil
- Carme: Cristina García
- Xavi: Pep Ricart
- Raúl: Victor Palmero
- Gemma: Iolanda Muñoz[9]
- Albert: Josep Manel Casany
- Bernat: Pep Cortés
- Júlia: Marina Vinyals
- Eusebi: Pep Sellés
- Montse: Montse Mostaza